# 文明堂神戸店
株式会社文明堂神戸店（ぶんめいどうこうべてん）は、兵庫県神戸市兵庫区に本店を置く菓子製造業者。

## 沿革
- 1900年（明治33年）1月 - 中川安五郎が長崎市丸山町72番地で創業。
- 1930年（昭和5年）4月21日 - 神戸支店開店。
- 1946年（昭和21年） - 東京・横浜・神戸等の地方支店を総本店から経営分離。
- 1953年（昭和28年） - 株式会社文明堂神戸店設立。
- 1969年（昭和44年） - 垂水工場操業開始。
- 1992年（平成4年） - 稲美工場操業開始。
- 2011年（平成23年） - 工場直売店開店。

## 所在地
- 本店 - 兵庫県神戸市兵庫区福原町3-2
- 稲美工場 - 兵庫県加古郡稲美町六分一字百丁歩1362-59

## 直営店舗
- 本店 - 神戸市兵庫区福原町3-2
- 住吉店 - 神戸市東灘区住吉本町1-2-1 リブ住吉1F
- 六甲道店 - 神戸市灘区永手町4-1-1 プリコ六甲道内
- プリコ神戸店 - 神戸市中央区相生町3-1-1 プリコ神戸内
- 新長田店 - 神戸市長田区若松町5-5-1 西友新長田店内
- 鈴蘭台店 - 神戸市北区鈴蘭台北町1-9-1 ベルスト1F
- 西鈴蘭台店 - 神戸市北区北五葉1-1-1
- 垂水店 - 神戸市垂水区神田町1-20 プリコ垂水東館内
- 明石店 - 兵庫県明石市大明石町1-1-23 ピオレ明石東館1F
- 西明石店 - 兵庫県明石市小久保2-7-20 プリコ西明石内
- 大久保店 - 兵庫県明石市大久保町ゆりのき通り1-3-2 明石ビブレ内
- 稲美工場 - 兵庫県加古郡稲美町六分一字百丁歩1362-55

## 商品
- カステラ
- 爛華カステラ
- 五三焼カステラ
- 三笠山（どら焼き）
- カステラ巻
- 栗饅頭
- 半月最中